# Боки Рахим-заде
Боки Рахим-заде (тадж. Боқӣ Раҳимзода; 15 мая 1910, деха Сарбог (ныне Раштского района) — 30 января 1980, г. Душанбе, Таджикская ССР) — таджикский советский поэт, классик современной таджикской литературы. Народный поэт Таджикской ССР (1974). Член Союза писателей СССР (1940 года)

## Биография
Родился 15 мая 1910 года в дехе Сарбог (ныне село Сорбог, джамоата им. Рахимзоды, Раштского района) в семье муллы. Рано потерял родителей. Был грузчиком на хлопкоочистительном заводе в Душанбе. Вернувшись на родину, стал секретарем кишлачного Совета.
Впоследствии Боки Рахим-заде был направлен на учебу в Самарканд. В 1931 году после окончания техникума учительствовал, работал заведующим учебной частью и директором школ в кишлаках бывшей Гармской области.
В 1941 году Рахим-заде окончил литературный факультет Душанбинском государственного педагогического института им. Шевченко (ныне Таджикский Государственный педагогический университет имени Садриддина Айни"), был оставлен на должности преподавателя на кафедре таджикского языка и литературы.
Боки Рахим-заде — участник Великой Отечественной войны (1941—45).
После войны, с 1948 года он — литературный консультант, председатель Совета по работе с молодыми авторами Союза писателей Таджикистана.
Первые стихи Боки Рахим-заде начал печатать в областных и республиканских газетах в конце 1930-х годов.
В 1945 году вышла поэтическая книга Рахим-заде «Фронта», куда вошли стихи поэта военных лет.
Год спустя (1946) свет увидела книга стихов и поэм «Праздник победы», книга очерков «В Вахской долине» и ряд литературно-критических статей о творчестве молодых таджикских писателей.
Послевоенные стихи «Песни про победу», «Письмо из берлинской чайханы», баллада «Источник Ленина» и другие вошли в сборник «Горящие годы» (1948) и книги стихов для детей (1948). Тогда же писатель принимал участие в составлении учебника по родной литературе.
В 1951 году русском языке издан сборник «Мои песни», затем вышел еще ряд книг: «Источник» «Муравей», «Весна жизни» — лирические размышления автора о жизни республики и ее людей. Широко и развернуто представлено творчество поэта — гражданская и любовная лирика — в книгах «Зеленый лист», «Жизнь и слово» (1955), «Источник» (1957).
В 1963 году в издательстве «Советский писатель» увидел свет сборник избранной лирики поэта на русском языке.
К 40-летию республики, в 1964 году было выдано поэму «Путь солнечного луча», написанную Боки Рахим-заде в соавторстве с Мирзо Турсун-заде.
Из произведений эпического плана выделяется поэма-легенда «Чудо», написанная в традиционной для таджикской классической поэзии форме, в то же время насыщенная современным содержанием и нововведениями. Произведение было удостоен премии журнала «Огонек» за 1971 год.
В 1966 году вышел однотомник Рахим-заде таджикском языке «Пройденный путь», за который поэту присуждена Государственная премия Таджикской ССР им. Рудаки (1967).
Еще одной вехой в творчестве поэта стала другая эпическая поэма «Горная легенда» (1970).
Поэмы и стихотворения последних лет Рахим-заде вошли к однотомнику русском языке «С крыши мира» (Держлитвидав, М., 1973). В этом же году (1973) в издательстве «Ирфон» выходит сборник стихов «Вдохновение», а в 1975—76 годах — двухтомное собрание сочинений (на таджикском языке). В 1979 году арабским шрифтом издан сборник стихов Боки Рахим-заде «Цветок».
Циклы стихов и поэмы Рахим-заде напечатаны во всех антологиях таджикской советской поэзии, изданных в Москве и Душанбе. Он был постоянным автором журналов «Садои Шарк» («Шарки сурх»), «Памир» и других республиканских периодических изданий.
Собрание сочинений в двух томах (в новой редакции) вышло в свет в 1981—83 годах (посмертно). В 1983 году выдано также однотомник «Стихи и поэмы».
Много стихов Боки Рахим-заде положены на музыку. Как драматург Рахим-заде успешно работал в жанре сатирической комедии. На сценах театров республики, в литературных изданиях и журналах появились пьесы: «Повесть о Тарифходжаева» (совместно с А. Дехоти, 1953), «В тени шипанга» (совместно с Н. Рабиевым, 1954), «Чинара, что разговаривает» (1955), «Золотая колыбель» (совместно с С. Саидмурадовым, 1956). В 1960 году Боки Рахим-заде написал либретто оперетты «Девушка из Душанбе» (совместно с Ш. Киямопим), постановка которой осуществлена на сцене Таджикского государственного ордена Ленина академического театра оперы и балета им. С. Айни. К 50-летию Таджикской ССР Рахим-заде написал драму «Черный всадник» (1974) о создании первых колхозов в республике и борьбе с басмачеством.
Плодотворно Боки Рахим-заде работал в жанре короткого рассказа. Ряд произведений было напечатано в журналах «Садои Шарк», «Огонек», «Памир». Он — автор сборника сатирических рассказов «Приключения Соки» (1973).
Боки Рахим-заде перевёл отдельные произведения классиков русской литературы и стихи ряда советских поэтов.
Поэт вёл большую работу с творческой молодежью — под его редакцией вышло много первых книг поэтов и прозаиков, ставших сейчас известными писателями.
Боки Рахим-заде был депутатом Верховного Совета Таджикской ССР VI—IX созывов. В 1974 году ему присвоено звание Народного поэта Таджикской ССР. Он награждён двумя орденами Трудового Красного Знамени (1954, 14.05.1970), двумя орденами «Знак Почёта» (в том числе 1957), медалями, Почетными грамотами Президиумов Верховного Совета Таджикской ССР, Белорусской ССР, Армянской ССР. Поэт был членом Союза писателей СССР с 1940 года.
Умер 30 января 1980 года в Душанбе. Похоронен на кладбище «Лучоб».